# Eupithecia albicapitata
Eupithecia albicapitata là một loài bướm đêm trong họ Geometridae.